# Alcmeón de Crotona
Alcmeón de Crotona (siglo VI a. C.) fue un filósofo pitagórico dedicado a la medicina. Vivió a finales del siglo VI y principios del siglo V a. C. en el sur de Italia, una región poblada por griegos, y fue uno de los presocráticos que buscó comprender la naturaleza de manera holística mediante diferentes enfoques. Como parte de su obra en filosofía natural, abordó diversas cuestiones médicas y biológicas. Su relación con la comunidad pitagórica, a la que supuestamente pertenecía, no está del todo clara.

## Biografía
Muy pocos son los que lo conocen por su propio nombre, es de la generación de pitagóricos contemporáneos o sucesores inmediatos de Pitágoras. El único pensador itálico entre Pitágoras y Parménides, de cuyas opiniones tenemos testimonios suficientes como para justificar su estudio, es Alcmeón de Crotona el cual tendría su acmé a comienzos del siglo V a. C.. Sabemos que era dualista y que tuvo algún tipo de contacto con Pitágoras.
Jámblico cataloga a Alcmeón entre los contemporáneos de Pitágoras, joven discípulo suyo, cuando él era anciano. De todos modos dado que en la misma lista sitúa a Filolao, Arquitas y Leucipo, su testimonio carece de valor alguno. Por su parte, Aristóteles, que menciona a Alcmeón por su nombre en varias ocasiones, afirma que era joven cuando Pitágoras era un anciano pero no dice nada sobre que fuera su discípulo o que lo conociera. También conjetura con que, Alcmeón, tomó sus teorías de los pitagóricos o ellos de él, pero nunca afirma que fuera miembro de la escuela. Por su parte Diógenes Laercio habla de la relación de Alcmeón con Brontino, y, dado que sabemos que este mantuvo una estrecha conexión con Pitágoras, es una muestra clara de que Alcmeón mantuvo un estrecho contacto con la escuela pitagórica. Diógenes cita también a León y Bátilo, los cuales, según la lista de Jámblico, aparecen entre los pitagóricos.
Parece que Alcmeón se interesó preferentemente por asuntos relacionados con la medicina y con la fisiología, aunque lo cierto es que se preocupó también por cuestiones de filosofía natural.

## Investigación
Se centró en el origen y proceso de las sensaciones siendo de su creación la tabla pitagórica de las oposiciones (dulce/amargo, blanco/negro, grande/pequeño) que ponía en relación sensaciones, colores y magnitudes. Otra de sus contribuciones fue la elaboración de una teoría que suponía el alma inmortal y en continuo movimiento circular. Alcmeón atribuyó la tenencia de alma tanto a los hombres como a los astros, e identificó la armonía con una ley universal.
Sobre la doctrina de Alcmeón de Crotona dice Aristóteles:
"La doctrina de Alcmeón de Crotona, parece aproximarse mucho a estas ideas, sea que las haya tomado de los Pitagóricos, sea que éstos las hayan recibido de Alcmeón, porque florecía cuando era anciano Pitágoras, y su doctrina se parece a la que acabamos de exponer. Dice, en efecto, que la mayor parte de las cosas de este mundo son dobles, señalando al efecto las oposiciones entre las cosas. Pero no fija, como los Pitagóricos, estas diversas oposiciones. Toma las primeras que se presentan, por ejemplo, lo blanco y lo negro, lo dulce y lo amargo, el bien y el mal, lo grande y lo pequeño, y sobre todo lo demás se explica de una manera igualmente indeterminada, mientras que los Pitagóricos han definido el número y la naturaleza de las oposiciones". Aristóteles, Metafísica, Libro 1º, V
Descubrió el nervio óptico y la trompa de Eustaquio.

## Teoría de la salud
Alcmeón fue, como los pitagóricos, un dualista. Lo que sucede es que mientras éstos reconocían como principios primarios a unos pares particulares de opuestos ( limite-ilimitado ), Alcmeón, afirma simplemente que la oposición era fundamental sin especificar ningún par o pares primarios. En este contexto, su teoría de la salud, es quien mejor ilustra su dualismo. Es muy posible que esta doctrina, a pesar de su restricción al campo de la medicina, haya sugerido a Platón la teoría que Simias, en el Fedón ( 85 E - 86 D ) describe acerca de que el alma es simplemente una armonización de los opuestos físicos que componen el cuerpo. Dado que Platón, en este pasaje, cita una opinión pitagórica, resulta verosímil pensar que, en este punto, fuera Alcmeón el padre de la teoría lo que demostraría que: o bien era pitagórico, o que ejerció influencia sobre los pitagóricos.
Alcmeón es el primer médico que dictamina que las funciones psíquicas residen en el cerebro basándose en la observación clínica y en pruebas experimentales que le permitieron comprender que los órganos de los sentidos están unidos al cerebro a través de vías de comunicación, los nervios, por los cuales corren o circulan las sensaciones respectivas. Esta idea es trascendental.
“El gran descubrimiento del genial Alcmeón de Crotona de que el cerebro era el sitio de la conciencia, de las sensaciones y del entendimiento, en otras palabras, del conjunto de la vida psíquica, llevaba implícita la idea que toda enfermedad mental y también la epilepsia, dependía de una enfermedad del cerebro” (…) “el cerebro regía todo el cuerpo, era el órgano central de toda la actividad humana tanto psíquica como corporal; en él terminaban los nervios y en él estaba el centro de toda la vida psíquica. A él debíamos nuestras sensaciones y pensamientos (…) El cerebro llevaba a la conciencia las sensaciones que los nervios traían desde los órganos sensoriales”.

## Concepción del alma
Se piensa que los textos que nos hablan sobre la concepción del alma de Alcmeón, a pesar de ser contradictorios, nos estarían describiendo la misma doctrina. La oposición presente en los textos sería la siguiente:
Por un lado se afirma que el alma es inmortal y que posee la cualidad, del mismo modo que los cuerpos celestes, de estar siempre en movimiento circular.
Por otro lado se afirma que los hombres son mortales porque son incapaces de juntar el principio con el fin. Es decir en ellos existiría un alma que permite realizar el movimiento del cuerpo pero no llevar a cabo un movimiento circular continuo.
En definitiva mientras que los cuerpos celestes son inmortales y eternos ya que tienen la propiedad de realizar un movimiento circular continuo; en el caso del hombre, este sería mortal ya que no tendría la capacidad de unir el principio con el fin, es decir, realizar un movimiento de tipo circular continuo.
Esta curiosa doctrina nos recuerda a Heráclito cuando afirma que en un círculo el comienzo y el fin son el mismo.
También Platón, en el Timeo, habla acerca de los círculos giratorios del alma dando la impresión de tener cierta relación con esta teoría.

## Sueño
Alcmeón de Crotona fue uno de los primeros autores que trató de formular una hipótesis sobre el sueño, si bien se trató de una hipótesis no experimental, evidentemente. La hipótesis de Alcmeón es conocida como hipótesis vascular, al proponer que el sueño es el resultado de un aumento de la cantidad de sangre.